# Třeština
Třeština (německy Trittschein) je obec v okrese Šumperk v Olomouckém kraji. Žije zde 399 obyvatel. Od roku 2017 je obec chráněná jako vesnická památková zóna. K obci patří též osada Háj.

## Historie
První písemná zmínka o obci pochází z roku 1353. K historii patří i duchovní, kteří ve farnosti sloužili Bohu a lidem.[kdo?]

## Obyvatelstvo
| Rok            | 1869 | 1880 | 1890 | 1900 | 1910 | 1921 | 1930 | 1950 | 1961 | 1970 | 1980 | 1991 | 2001 | 2011 | 2021 |
| -------------- | ---- | ---- | ---- | ---- | ---- | ---- | ---- | ---- | ---- | ---- | ---- | ---- | ---- | ---- | ---- |
| Počet obyvatel | 373  | 381  | 401  | 382  | 442  | 456  | 475  | 328  | 356  | 356  | 372  | 364  | 357  | 356  | 394  |
| Počet domů     | 45   | 46   | 46   | 50   | 55   | 61   | 78   | 86   | 85   | 86   | 90   | 104  | 113  | 127  | 136  |

## Obecní správa
Mezi lety 1869–1979 Třeština byla obcí v okrese Zábřeh (1869–1950) a později v okrese Šumperk. Od 1. ledna 1980 do 23. listopadu 1990 patřila jako část města k Mohelnici a od 24. listopadu 1990 je opět samostatnou obcí.

### Obecní symboly
Znak a vlajka byly obci uděleny rozhodnutím předsedy Poslanecké sněmovny Parlamentu České republiky dne 17. února 2006.

## Pamětihodnosti
V katastru obce jsou evidovány tyto kulturní památky:
- Vodní elektrárna – technická památka postavená roku 1922, v roce 2008 byla vyhlášena národní kulturní památkou[12]
- Kostel svatého Antonína Paduánského – novogotický jednolodní kostel z let 1865–1866, vystavěný stavitelem z Mohelnice
- Rolnická usedlost čp. 2 – usedlost o čtyřech křídlech s arkádovým náspím a štukovou výzdobou z roku 1844
- Rolnická usedlost čp. 23 – statek s arkádovým náspím ze 2. poloviny 19. století s průčelím zdobeným maltovým štukem
- Rolnická usedlost čp. 33 – statek z roku 1837 s arkádovým náspím a průčelím zdobeným maltovým štukem
- Rodinná vila čp. 71 s areálem okrasné zahrady – architektura z roku 1921, postavená podle projektu architektů  Bohuslava Fuchse a Josefa Štěpánka; zahrada o rozloze 0,65 ha s volnou výsadbou introdukovaných dřevin
- Boží muka, nazývaná Vysoudilova kaple – památkou od roku 2003[13]
- Boží muka (u křižovatky polních cest) – trojboká boží muka ze 2. poloviny 18. století
- Památník obětem I. světové války – sousoší „Na stráž“ (na návsi) – sochařská práce českého akademického sochaře Vojtěcha Suchardy z roku 1922. Pamětní deska obětem II. světové války.

### Památné stromy

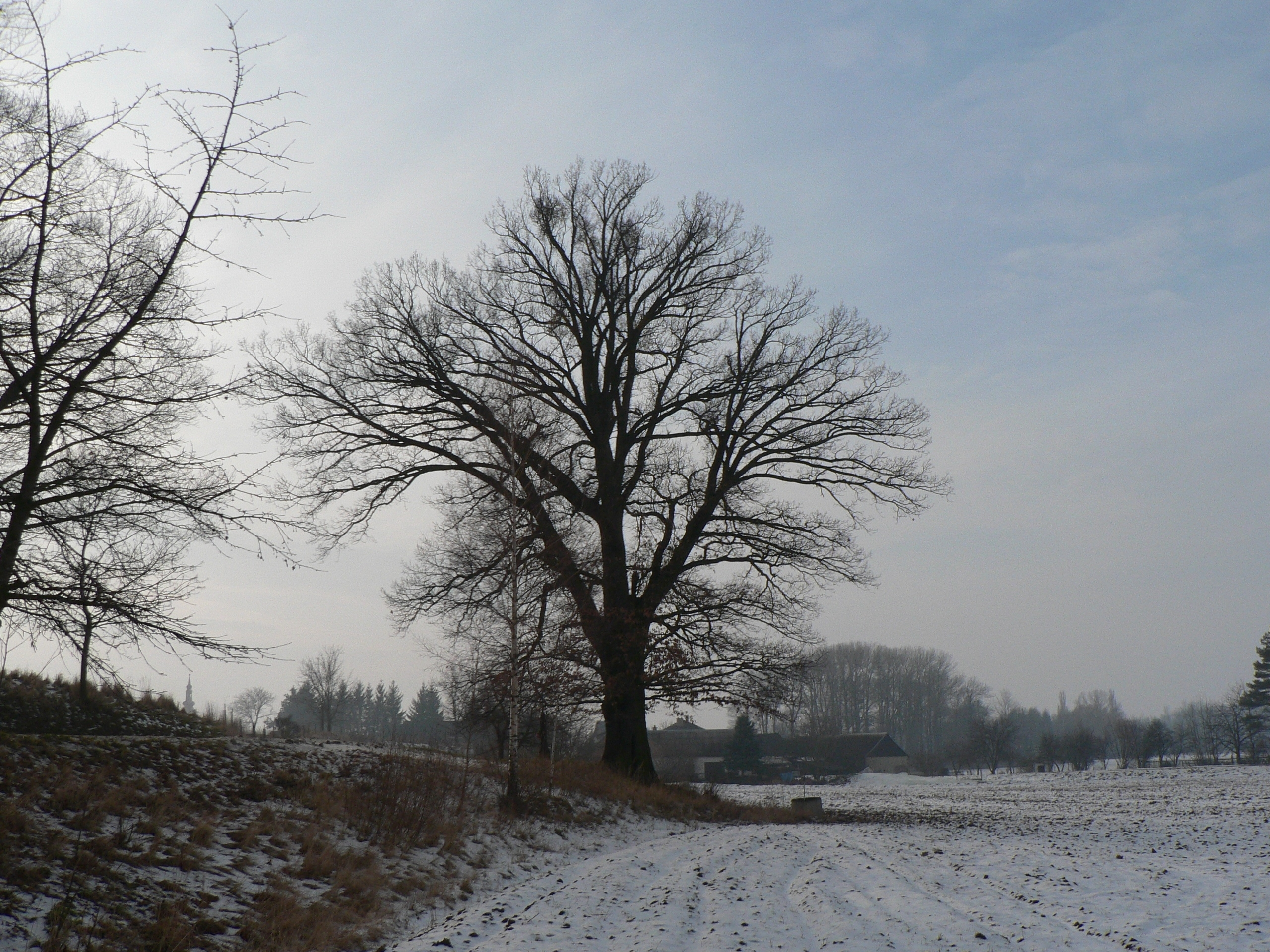
Dub u hřbitova v roce 2008 (tehdy památný strom, v roce 2009 zničen)

V katastru obce se nachází tři památné stromy (z toho dva tvoří skupinu):
- dvě lípy u kapličky
- Třeštinská lípa

Dříve také chráněný dub u hřbitova byl při vichřici 14. července 2009 zcela zničen.